# Vaucourt
Vaucourt és un municipi francès situat al departament de Meurthe i Mosel·la i a la regió del Gran Est. L'any 2007 tenia 71 habitants.

## Demografia

### Població
El 2007 la població de fet de Vaucourt era de 71 persones. Hi havia 28 famílies, de les quals 8 eren unipersonals (8 homes vivint sols), 8 parelles sense fills, 4 parelles amb fills i 8 famílies monoparentals amb fills.
La població ha evolucionat segons el següent gràfic:
Habitants censats

### Habitatges
El 2007 hi havia 37 habitatges, 30 eren l'habitatge principal de la família, 4 eren segones residències i 3 estaven desocupats. 36 eren cases i 1 era un apartament. Dels 30 habitatges principals, 26 estaven ocupats pels seus propietaris i 4 estaven llogats i ocupats pels llogaters; 7 tenien tres cambres, 6 en tenien quatre i 17 en tenien cinc o més. 22 habitatges disposaven pel capbaix d'una plaça de pàrquing. A 13 habitatges hi havia un automòbil i a 14 n'hi havia dos o més.

### Piràmide de població
La piràmide de població per edats i sexe el 2009 era:
| Homes | Edats   | Dones |
| ----- | ------- | ----- |
| 0     | 95 o +  | 0     |
| 0     | 90 a 94 | 4     |
| 0     | 85 a 89 | 0     |
| 0     | 80 a 84 | 0     |
| 0     | 75 a 79 | 4     |
| 0     | 70 a 74 | 4     |
| 0     | 65 a 69 | 0     |
| 4     | 60 a 64 | 4     |
| 0     | 55 a 59 | 0     |
| 4     | 50 a 54 | 4     |
| 0     | 45 a 49 | 0     |
| 4     | 40 a 44 | 4     |
| 0     | 35 a 39 | 0     |
| 4     | 30 a 34 | 4     |
| 4     | 25 a 29 | 0     |
| 0     | 20 a 24 | 0     |
| 4     | 15 a 19 | 0     |
| 0     | 10 a 14 | 4     |
| 4     | 5 a 9   | 4     |
| 0     | 0 a 4   | 0     |

## Economia
El 2007 la població en edat de treballar era de 45 persones, 30 eren actives i 15 eren inactives. De les 30 persones actives 27 estaven ocupades (12 homes i 15 dones) i 3 estaven aturades (2 homes i 1 dona). De les 15 persones inactives 4 estaven jubilades, 6 estaven estudiant i 5 estaven classificades com a «altres inactius».

## Poblacions més properes
El següent diagrama mostra les poblacions més properes.